# Мале вештице
Мале вештице (јап. おジャ魔女どれみ, транслит. , енгл. Magical DoReMi) је јапанска анимирана серија настала у продукцији студија Тоеј. Састоји се од четири сезоне (201 епизода) праћених са тринаест специјала. У Србији и Црној Гори се приказивала 2013. на Хепи ТВ, синхронизована на српски језик. Синхронизацију је радила сама телевизија, и превела је само четврту и последњу сезону.
Серија је такође произвела пар манги, аниме филмова, видео игрица, ОНА серијал и лајт роман.

## Радња
Осмогодишња Дореми Харуказе машта да научи да користи чаролију, рачунајући да ће јој решити све проблеме и помоћи јој да призна дечку да је заљубљена. Једног дана Дореми уђе у продавицу чаробних товара и правилно погађа да је власница продавнице - вештица. Дореми постаје њена ученица. Да би постала права вештица, мора да положи девет чаробних испита, притом скривајући своје моћи.

## Ликови

### Мале вештице
- Дореми Харуказе је доброћудна, но трапава девојчица.
- Поп Харуказе је Доремина млађа сестра и 4. вештица. Њено понашање много нервира Дореми, јер Поп тврди да је много паметнија од своје старије сестре.
- Хазуки Фуџивара је Доремина другарица. Паметна је, културна и стидљива девојчица.
- Аико Сеноо је Доремина другарица. Аико је пре живела у Осаки, али се преселила у Мисору. Обожава спорт.
- Онпу Сегава је пета вештица. Онпу је популарна певачица, и на почетку се чинило као да је баш арогантна и себична девојчица. Касније се испоставило да су она и остале вештице у истом разреду и спријатељиле су се.
- Хана Макихатајама је магична беба која се родила из плаве руже почетком друге сезоне. Мале вештице су добиле задатак да се брину о њој.
- Момоко Аска је седма вештица. Кад је имала око пет година се преселила у Њујорк и тамо је упознала своју вештицу. У трећој сезони се вратила у Јапан.

### Вештице и виле
- Мађорика / Рика Макихатајама је вештица, коју је Дореми грешком претворила у зелену жабицу.
- Лала је Мађорикина вила, која воли вештичарење.
- Мађорука је вештица коју је Онпу претворила у жабицу, јер ју је ухватила на плажи како користи магију. У почетку су се Рика и Рука стално свађале, али су се помириле и постале су најбоље другарице у каснијим сезонама.
- Хехе је Мађорукина вила. Млађа је од Лале.
- Додо, Рере, Мими, Фафа, Роро, Нини и Тото су виле од малих вештица.